# Walk in the Fire
Walk in the Fire è il terzo album del gruppo AOR/melodic rock scozzese Strangeways. Il disco è uscito nel 1989 per l'etichetta discografica Hangdog Records.

## Tracce
1. "Where Are They Now" - 4.50
2. "Danger in Your Eyes" - 4.26
3. "Love Lies Dying" - 4.52
4. "Every Time You Cry" - 4.11
5. "Talk to Me" - 4.48
6. "Living in the Dange Zone" - 4.13
7. "Modern World" - 4.27
8. "Into the Night" - 5.07
9. "Walk in the Fire" - 3.34
10. "After the Hurts Is Gone" - 4.53

## Formazione
- Terry Brock - voce
- Ian Stewart - chitarra
- David Stewart - basso
- Jim Drummond - batteria
- David Moore - tastiere